# Glyptostrobus
Glyptostrobus è un genere di conifere appartenente alla famiglia delle Cupressaceae (Precedentemente alla famiglia delle Taxodiaceae). L'unica specie vivente, il cipresso delle paludi cinese (Glyptostrobus pensilis) è nativo del sud-est della Cina subtropicale, con un areale che si estende dall'ovest del Fujian al sud-est dello Yunnan, è presente inoltre nel Vietnam settentrionale e nella provincia di Borikhamxai nel Laos meridionale in prossimità del confine vietnamita.
Il genere in precedenza aveva un areale molto più ampio che nel Paleocene ed Eocene arrivava a coprire gran parte dell'emisfero settentrionale compreso l'alto Artico. I fossili più antichi conosciuti sono stati rinvenuti in nord America e appartengono al tardo Cretaceo. Il suo areale si ridusse a quello attuale durante le ere glaciali del Pleistocene.